# 岡山県道393号鷲羽山公園線
岡山県道393号鷲羽山公園線（おかやまけんどう393ごう わしゅうざんこうえんせん）は、岡山県倉敷市を通る一般県道である。

## 概要
かつては鷲羽山スカイライン（鷲羽山有料道路）という岡山県道路公社管理の有料道路だったが、1995年（平成7年）4月1日に無料開放され、その後も同路線の愛称として使用されている。
鷲羽山スカイラインは瀬戸内海から水島臨海工業地帯（岡山県）へと続く自然美と産業の展望ができる県内初の観光用道路として1970年（昭和45年）4月1日に開通した。開業当時は広域観光ルートの先駆けとして年間50万台近い通行量があったがその後は計画通行台数を下回り、無料開放されるまでの25年間の通行台数は計画通行台数に対して64.5 %の実績であった。

### 路線データ
- 起点：倉敷市下津井田之浦1丁目（岡山県道21号岡山児島線交点）
- 終点：倉敷市広江6丁目（広江六丁目交差点、岡山県道62号玉野福田線交点）
- 総延長：約18.5 km

## 歴史
- 1970年（昭和45年）4月1日 - 鷲羽山スカイライン開通。
- 1971年（昭和46年） - 岡山県道路公社が発足。
- 1995年（平成7年）4月1日 - 無料開放の実施。

## 路線状況
道路の途中には5台程度が駐車できる展望台があり、とくに水島展望台は夕日の名所でもある。
岡山県道268号白尾塩生線は本路線の前後でけもの道と化しており、岡山県道268号白尾塩生線経由で本路線に入ることはできない。一部地図では倉敷市児島柳田町側から入れるように書いてあるものがあるが、実際には小原池付近で道は途切れている。
建設当初は、整備の遅れる国道430号のバイパス的観光道路としての側面があったと言われるが、一方で暴走族による死亡事故や迷惑行為が長年の社会問題となっていた。無料化を契機に、大部分の駐車場やドライブインは閉鎖され、路面補修は最小限にとどまり、観光道路としての側面は失われてきている。かつて有料区間のさまざまな場所で見ることの出来た瀬戸内海・瀬戸大橋に対する眺望は現在では全く望めない一方で、水島臨海工業地帯や児島市街を見渡せる駐車場は大幅に縮小されながらもかろうじて存続されており、美しい夜景が望める。

### 別名
- 鷲羽山スカイライン（倉敷市）

## 地理

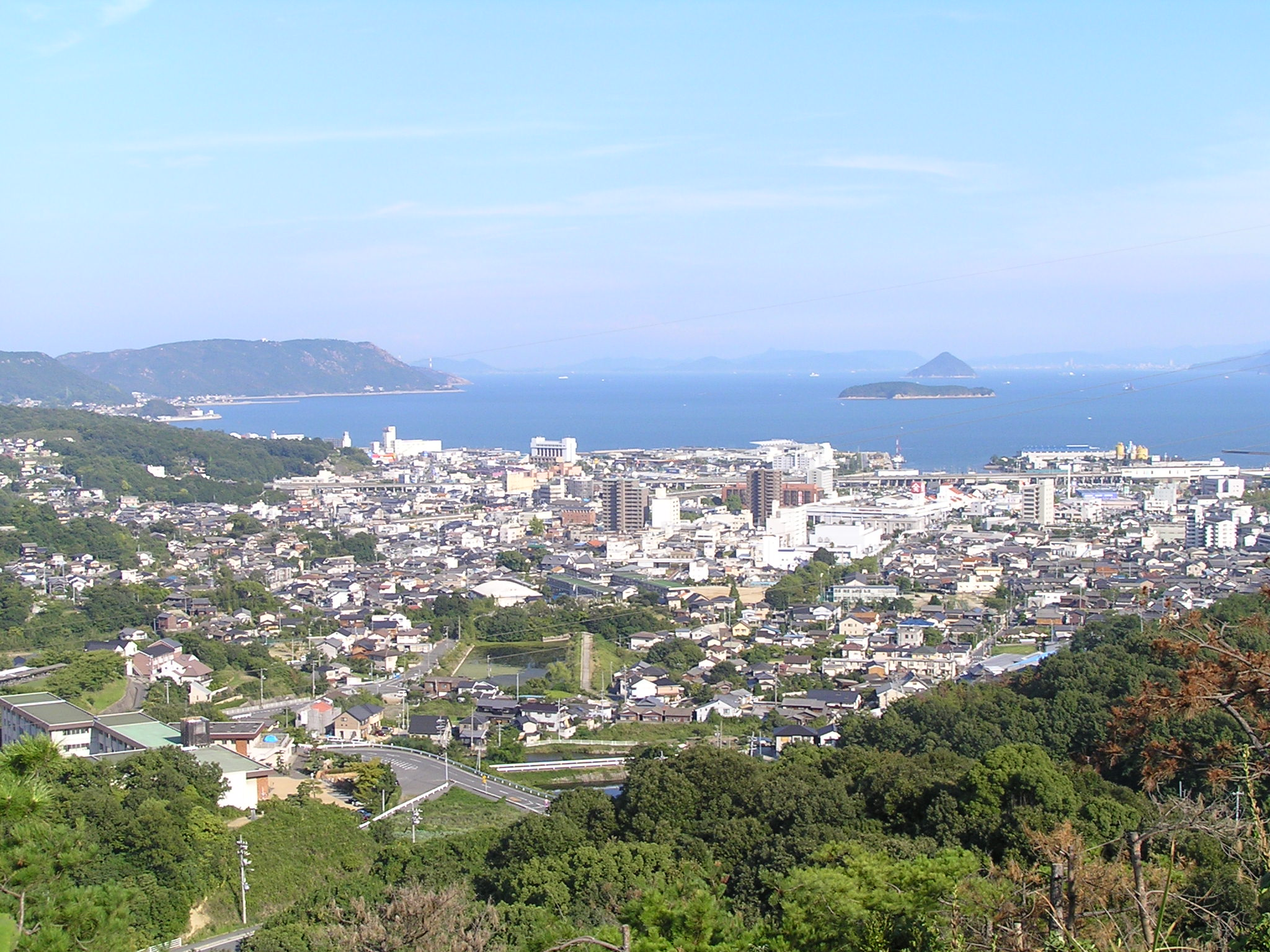
鷲羽山スカイラインから見た児島市街と瀬戸内海

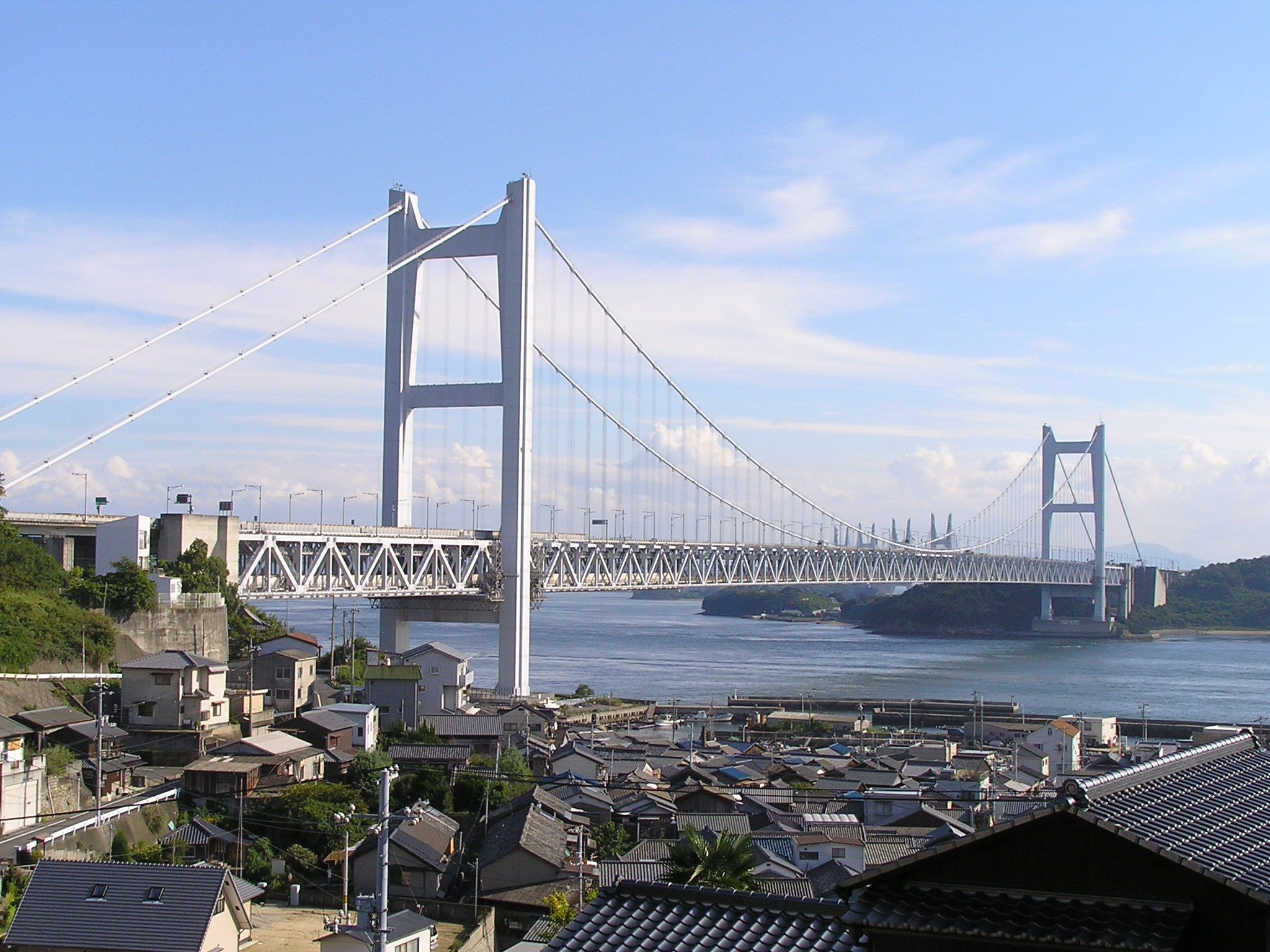
下津井瀬戸大橋

瀬戸中央自動車道の水島ICより岡山県道62号玉野福田線を経由して約2 kmのところにある。児島半島の突端にそびえる鷲羽山から半島の尾根沿いに縦貫する。山麓を貫く峠道であるが、眼下には水島コンビナートや児島市街を展望でき、人工建築物・工場群の夜景がきれいな穴場的スポットとして人気がある。鷲羽山スカイラインのように、コンビナート工場群のさまざまな光に包まれる神秘的な夜景を高所から眺望できるところは、全国的にも珍しいといわれている。南の鷲羽山ハイランド付近では、瀬戸内海にかかる下津井瀬戸大橋の雄大な姿を見ることができる。

### 通過する自治体
- 倉敷市

### 交差する道路
| 交差する道路                                | 交差する場所          | 交差する場所                                |
| ------------------------------------------- | --------------------- | ------------------------------------------- |
| 岡山県道21号岡山児島線                      | 下津井田之浦1丁目     | 起点                                        |
| E30 瀬戸中央自動車道 倉敷市道1086号扇の嵶線 | 下津井吹上            | 扇の嵶南（おぎのたわみなみ）交差点 3 児島IC |
| 岡山県道21号岡山児島線                      | 菰池（こもいけ）2丁目 |                                             |
| 岡山県道276号宇野津下之町線                 | 児島稗田町            |                                             |
| 岡山県道62号玉野福田線                      | 広江6丁目             | 広江六丁目交差点 / 終点                     |

### 交差する鉄道
- 本四備讃線

### 沿線
- 鷲羽山
- 鷲羽山ハイランド
- E30 瀬戸中央自動車道
  - 3 児島IC（倉敷市道1086号扇の嵶線経由）
  - 鴻ノ池SA
- 瀬戸大橋